# Medaglia Eulero
La medaglia Eulero è un premio dedicato a Leonhard Euler assegnato annualmente dall'Institute of Combinatorics and its Applications per premiare gli importanti contributi in combinatoria di un matematico ancora in attività

## Vincitori
- 1993: Claude Berge e Ronald Graham
- 1994: Joseph A. Thas
- 1995: Hanfried Lenz
- 1996: Jacobus Hendricus van Lint
- 1997: nessun premiato
- 1998: Peter Hammer e Anthony Hilton
- 1999: Dijen K. Ray-Chaudhuri
- 2000: Richard A. Brualdi e Horst Sachs
- 2001: Spyros Magliveras
- 2002: Herbert Wilf
- 2003: Peter Cameron e Charles Colbourn
- 2004: Doron Zeilberger e Zhu Lie
- 2005: Ralph Faudree e Aviezri Fraenkel
- 2006: Clement W.H. Lam e Nick Wormald
- 2007: Stephen Milne e Heiko Harborth
- 2008: Gabor Korchmaros
- 2009: nessun premiato
- 2010: Bojan Mohar
- 2011: Cheryl Praeger
- 2012: Alex Rosa
- 2013: Curt Lindner